# Museum Week
La MuseumWeek (français : Semaine des musées) est une manifestation mondiale qui se déroule durant une semaine, mobilisant musées, bibliothèques, centre de science, centres d'archives, associations et institutions culturelles, à la fois in situ et sur les réseaux sociaux. 
Elle est née en 2014 de l’engagement de douze grands musées français souhaitant élargir leur audience. Chaque édition promeut une grande cause internationale. En 2015, dès sa deuxième édition, la MuseumWeek est devenue le premier événement culturel mondial sur Twitter,.
Autour de l'événement s'est fédérée une communauté mondiale de professionnels des organisations culturelles et d'artistes.
MuseumWeek est portée par l'association française Culture For Causes Network.
En 2022, MuseumWeek a organisé la première exposition d'art numérique à l'UNESCO, "Réconciliation avec le vivant"

## Histoire

### Une opération mondiale
Quels que soient leurs tailles, leurs emplacements ou leurs collections, les établissements ouvrent virtuellement et concrètement leurs portes et communiquent à travers une série de 7 mots-dièses (notamment le #MuseumWeek), au rythme de un par jour durant une semaine. Lancée en 2014, sur Twitter, la MuseumWeek a réuni près de 700 institutions européennes sur Twitter dès la première année. 
« Opération mondiale imaginée et lancée en France, la  semaine des musées  est un précieux outil au service du rayonnement culturel de notre pays », a affirmé Fleur Pellerin en 2015, alors Ministre de la culture. 
La 4e édition s’est déroulée en 2017 sur de nouvelles plateformes : Instagram, Snapchat, le réseau social chinois Weibo, le réseau russe VKontakte…   L’opération a mobilisé 2 200 établissements, musées, bibliothèques, galeries en 2016. La MuseumWeek s'est étendue à 75 pays en 2017.Près de 5 000 établissements étaient au rendez-vous en 2018, dans 120 pays,
Chaque année, la MuseumWeek promeut une grande cause internationale. En 2019, la MuseumWeek, à travers le mot-dièse #WomenInCulture, met en avant les valeurs des femmes dans la culture, que ce soit pour évoquer le talent au féminin, la femme hier, aujourd’hui, ou demain. Certains événements incluent celui à Paris avec l'artiste Adelaide Damoah à la Cite nationale de l’histoire de l’immigration  et à New York à la Michele Mariaud Gallery avec l'artiste Laurence de Valmy.
En 2021, la fondation Art Explora fondée par Frédéric Jousset  est partenaire de la MuseumWeek.

### Liste des mots-dièses par édition
| Date                    | Lundi             | Mardi                  | Mercredi        | Jeudi            | Vendredi        | Samedi            | Dimanche              |
| ----------------------- | ----------------- | ---------------------- | --------------- | ---------------- | --------------- | ----------------- | --------------------- |
| 2014 24 au 30 mars      | #CoulissesMW      | #QuizzMW               | #LoveMW         | #ImagineMW       | #QuestionMW     | #ArchiMW          | #CreaMW               |
| 2015 23 au 29 mars      | #SecretsMW        | #SouvenirsMW           | #ArchitectureMW | #InspirationMW   | #FamilyMW       | #FavMW            | #PoseMW               |
| 2016 28 mars au 3 avril | #SecretsMW        | #PeopleMW              | #ArchitectureMW | #HeritageMW      | #FutureMW       | #ZoomMW           | #LoveMW               |
| 2017 19 au 25 juin      | #FoodMW           | #SportsMW              | #MusicMW        | #StoriesMW       | #BooksMW        | #TravelsMW        | #HeritageMW           |
| 2018 23 au 29 avril     | #WomenMW          | #CityMW                | #HeritageMW     | #ProfessionsMW   | #KidsMW         | #NatureMW         | #DifferenceMW         |
| 2019 13 au 19 mai       | #WomenInCulture   | #SecretsMW             | #PlayMW         | #RainbowMW       | #ExploreMW      | #PhotoMW          | #FriendsMW            |
| 2020 11 au 17 mai       | #HeroesMW         | #CultureInQuarantineMW | #TogetherMW     | #MuseumMomentsMW | #ClimateMW      | #TechnologyMW     | #DreamsMW             |
| 2021 7 au 13 juin       | #IlEtaitUneFoisMW | #CoulissesMW           | #YeuxDenfantsMW | #EurekaMW        | #DonneUnTitreMW | #LartEstPartoutMW | #DesMotsPourLeFuturMW |
| 2022 13 au 19 juin      | #innovationMW     | #creatorsMW            | #freedomMW      | #sexualityMW     | #environmentMW  | #lifeLessonsMW    | #danceMW              |
| 2023 5 au 11 juin       | #environnementMW  | #web3MW                | #foodMW         | #oceansMW        | #aiMW           | #PatrimoineMW     | #SoleilMW             |

### Exemple de réalisation
Quel héritage culturel allons-nous transmettre aux prochaines générations ? Une question posée en 2015, par la Cité des Sciences et de l’Industrie lors de la MuseumWeek : Afin d'y répondre, elle a entrepris de conserver l’ensemble des Tweets comportant le mot #MuseumWeek, émis lors de la MuseumWeek 2015, au sein d’une capsule temporelle. D’une dimension de 60 × 30 × 28,6 cm et d’un poids de 30 kilos, la capsule est conçue en acrylique, verre, fibre de carbone et métal. Scellée le 29 mars 2015 à minuit, elle ne sera pas ouverte avant 2035 et éclairera les prochaines générations sur notre mode de vie et notre consommation de l’art en 2015.